# Unguitartessus trispinus
Unguitartessus trispinus är en insektsart som beskrevs av Evans 1981. Unguitartessus trispinus ingår i släktet Unguitartessus och familjen dvärgstritar. Inga underarter finns listade i Catalogue of Life.